# Liste der Monuments historiques in Bennwihr
Die Liste der Monuments historiques in Bennwihr führt die Monuments historiques in der französischen Gemeinde Bennwihr auf.

## Liste der Bauwerke
| Bezeichnung               | Beschreibung                                                                                    | Standort                          | Kennzeichnung | Schutzstatus | Datum | Bild           |
| ------------------------- | ----------------------------------------------------------------------------------------------- | --------------------------------- | ------------- | ------------ | ----- | -------------- |
| Kirche Sts-Pierre-et-Paul | Tabernakel und Ausmalung des ehemaligen Chorturms, 1498; 1944 zerstört und durch Neubau ersetzt | Rue du Général de Gaulle (Lage)   | PA00085338    | Inscrit      | 1931  | weitere Bilder |
| Monument de la Fidélité   | Gefallenendenkmal; Sandstein, 1924, von Charles Geiss, 1944 beschädigt, später ergänzt          | Place de la Mairie (Lage)         | PA68000001    | Inscrit      | 1996  | weitere Bilder |
| Brunnen                   | Sandstein, 16. Jahrhundert; aus Katzenthal transloziert                                         | 3 rue du Général de Gaulle (Lage) | PA00085339    | Inscrit      | 1932  | weitere Bilder |

## Liste der Objekte
| Bezeichnung                                         | Beschreibung             | Standort                                      | Kennzeichnung | Schutzstatus | Datum | Bild |
| --------------------------------------------------- | ------------------------ | --------------------------------------------- | ------------- | ------------ | ----- | ---- |
| Fragmente zweier Kreuzigungsgruppen und Gedenktafel | Sandstein, 1779 und 1890 | außen an der Kirche Sts-Pierre-et-Paul (Lage) | PM68001314    | Inscrit      | 1996  |      |